# Hypserpa polyandra
Hypserpa polyandra är en tvåhjärtbladig växtart som beskrevs av Odoardo Beccari. Hypserpa polyandra ingår i släktet Hypserpa och familjen Menispermaceae. Inga underarter finns listade i Catalogue of Life.